# Giovanni III di Napoli
Giovanni III di Napoli (... – Napoli, 968) fu duca di Napoli dal 928 al 968.

## Biografia
Giovanni III di Napoli è il figlio e successore del duca Marino I e di sua moglie, una donna anonima identificata ipoteticamente come una figlia di Landolfo III di Capua-Benevento, secondo l'ipotesi di Christian Settipani. Regnò per quarantadue anni e portò i titoli di patrizio e antìpatos imperiale.
All'inizio del suo regno, condusse una guerra contro i Saraceni, con i quali successivamente stipulò un trattato dopo la loro comparsa sotto le mura di Napoli nel 929. Giovanni III rinnovò con il suocero, il principe Landolfo III di Capua-Benevento, e con suo fratello e co-reggente Atenolfo III, il trattato firmato tra Atenolfo I di Capua e il duca Gregorio IV di Napoli intorno al 907-908. L'imperatore considerò tale accordo un'alleanza ostile e inviò una forza greca dalle Puglie contro i vassalli ribelli, costringendoli a riconoscere l'autorità dell'imperatore di Costantinopoli. Giovanni III successivamente confermò il trattato con i principi, riservando esplicitamente la sua fedeltà all'impero bizantino salve fidelitate sanctorum imperatorum.
Nel 946, si alleò con Landolfo II di Benevento per invadere il principato di Salerno con l'intento di deporre il principe Gisulfo I. Tuttavia, furono sconfitti dalle armate di Mastalo II di Amalfi e Giovanni III dovette ritirarsi a Napoli. Landolfo cambiò alleanza e, insieme a Gisulfo, attaccò il ducato di Napoli, conquistando Nola. Nel 949, Giovanni fece una donazione alla chiesa dei Santi Severino e Sosso, probabilmente fondata da uno dei suoi predecessori. Nel 950, fondò personalmente la chiesa di San Michele Porta Nova a Napoli.
Nel 955, tentò nuovamente di sfuggire alla vassallità imperiale, ma una nuova armata greca fu inviata nell'Italia meridionale sotto il comando degli strateghi di Calabria e del Thema di Longobardia, Mariano Argiro. Poiché il duca aveva rifiutato l'ingresso a Napoli, le truppe sbarcarono nel porto e saccheggiarono la città, costringendo Giovanni III a sottomettersi. Tuttavia, nel 962, Giovanni III trasferì la sua vassallità al nuovo imperatore d'Occidente, Ottone I, poiché nel 958 Napoli era stata nuovamente attaccata dai musulmani.
Il ducato di Napoli mantenne relazioni strette con Costantinopoli e l'arciprete Leone, suo ambasciatore, riportò a Napoli diversi manoscritti, tra cui: la Cronografia di Teofane Confessore, le opere di Flavio Giuseppe, De Prodigiis di Tito Livio, gli scritti del pseudo Dionigi l'Areopagita e una Historia Alexandri Magni, che il duca si affrettò a far tradurre in latino. La sua vassallità fu quindi accompagnata da una grande vicinanza intellettuale. Giovanni III sposò inoltre una romana, la senatrice Teodora (951)/963), probabilmente parente di Alberico II di Spoleto, e insieme mantennero la tradizione letteraria, facendo copiare opere antiche.
Giovanni III e Teodora ebbero quattro figli:
- Marino II di Napoli, successore del padre;
- Teodenanda, senatrice (prima del 962);
- Landolfo;
- Drosu, senatrice (996/1019).